# スパイク・ジョーンズ (音楽)

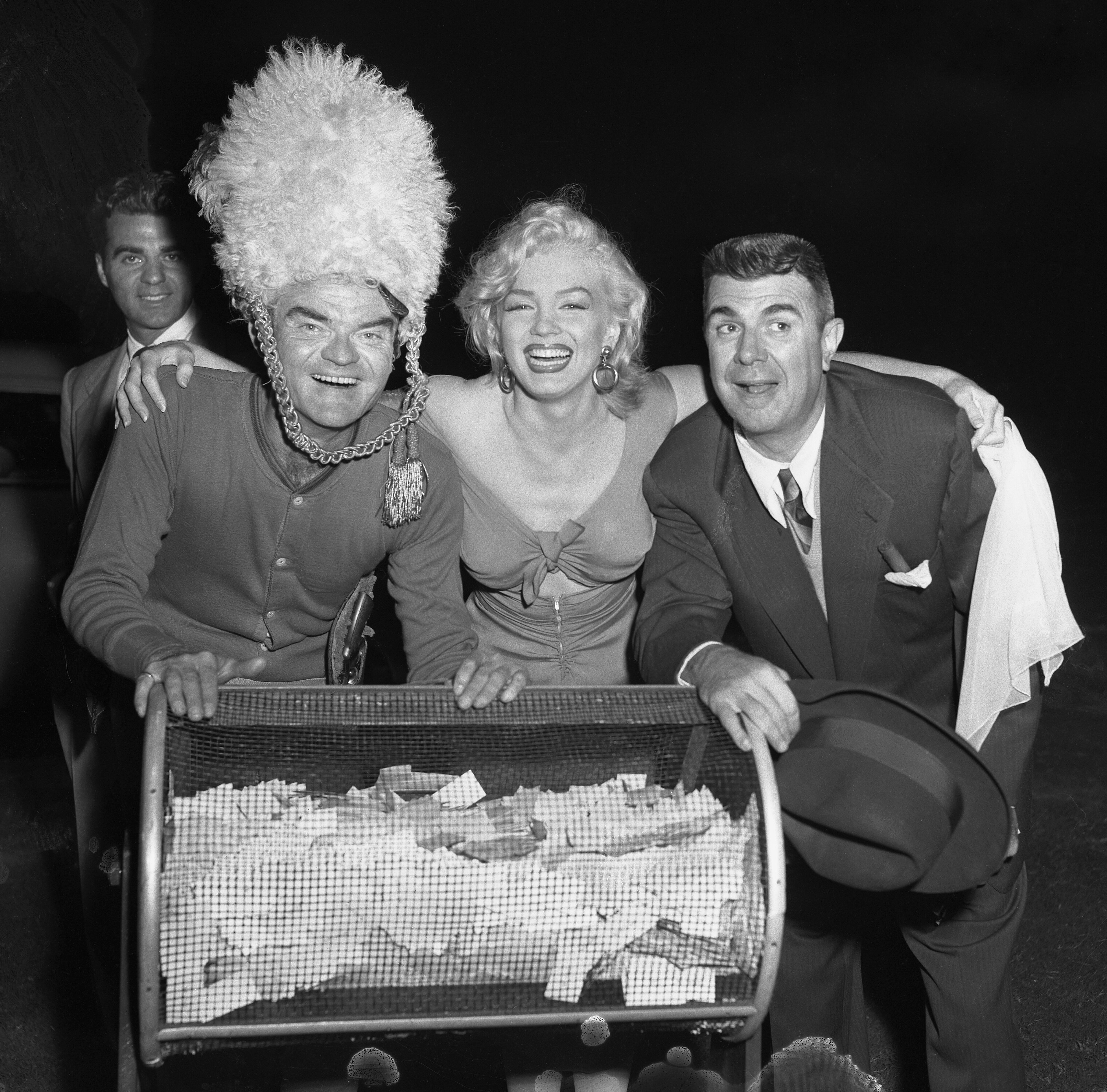
左からジョーンズ、マリリン・モンロー、ケン・マレー。1952年

スパイク・ジョーンズ（Spike Jones、1911年12月14日 - 1965年5月1日）は、アメリカの音楽家でコメディアン。冗談音楽の王様と呼ばれた。

## 人物
本名リンドリー・アームストロング・ジョーンズ（Lindley Armstrong Jones）としてカリフォルニア州ロングビーチに生まれる。父は鉄道会社勤務。スパイクという綽名は、彼が鉄道のレール固定用の犬釘（railroad spike）のように痩せていたことに由来する。11歳のとき初めてドラムセット一式を手に入れ、自ら結成したバンドで演奏。鉄道レストランの料理人からは、食器や調理器具を楽器として使うことを学んだ。この時の経験は、後年の「ウィリアム・テル序曲」に活かされている。
1930年代にヴィクター・ヤング楽団の一員となり、アル・ジョルソンやジョージ・バーンズ、ビング・クロスビーのラジオ番組に出演。数本の映画に出演した後、シティスリッカーズを結成。1943年、ディズニーの反ナチプロパガンダアニメ『総統の顔』に提供した「Der Fuehrer's Face」がシングルとしてリリースされ、全米第2位を記録。1942年から1949年までに（このうち1年間は全米音楽家組合のストライキのために何も録音しなかったにもかかわらず）7曲のトップ10ヒットを送り出した。彼の音楽は、日本のフランキー堺とシティスリッカーズやハナ肇とクレイジーキャッツに大きな影響を与えた。
肺気腫のためカリフォルニア州ビヴァリーヒルズで死去。